# Hagenthal-le-Bas
Hagenthal-le-Bas település Franciaországban, Haut-Rhin megyében. Lakosainak száma 1371 fő (2022. január 1.). Hagenthal-le-Bas Buschwiller, Wentzwiller, Folgensbourg, Hagenthal-le-Haut, Neuwiller és Leymen községekkel határos.

## Népesség
A település népességének változása:
| Lakosok száma | 1207 | 1231 | 1256 | 1220 | 1215 | 1245 | 1275 | 1325 | 1371 |
|               | 2013 | 2015 | 2016 | 2017 | 2018 | 2019 | 2020 | 2021 | 2022 |